# Лоу Юнь
Ло́у Юнь (кит. упр. 楼云, пиньинь Lóu Yún, род. 23 июня 1964 года) — китайский гимнаст,  двукратный олимпийский чемпион в опорном прыжке (1984 и 1988) и единственный китайский гимнаст, который выигрывал золото в опорном прыжке, 4-кратный чемпион мира.

## Биография
Лоу Юнь родился в 1964 году в Ханчжоу, провинция Чжэцзян. С детства занимался гимнастикой в любительской спортшколе, в 1977 году вошёл в национальную молодёжную сборную, в следующем году перешёл во взрослую сборную, где тренировался под руководством лучших тренеров. В 1981 году он выиграл две медали на международном турнире в Токио, в 1982 году стал чемпионом Азиатских игр, в 1983 году выиграл Универсиаду и завоевал бронзовую медаль чемпионата мира (а также золотую в составе команды).
В 1984 году на Олимпийских играх в Лос-Анджелесе Лоу Юнь стал чемпионом в опорном прыжке и получил серебряные медали за вольные упражнения и в командном первенстве. В 1986 году он опять стал чемпионом Азиатских игр, в 1987 году завоевал две золотые медали чемпионата мира (и серебряную в составе команды), а в 1988 году стал обладателем золотой и бронзовой медалей Олимпийских игр в Сеуле.
По окончании спортивной карьеры Лоу Юнь занялся бизнесом. В 1995 году вместе с семьёй переехал в США.